# Whoowasit?
Whoowasit? (укр. Хто це був?, оригінальна назва нім. Wer war’s?) — сімейна гра від автора настільних ігор Райнера Кніції. Гра розрахована на двох-чотирьох гравців віком від шести років, а одна партія триває приблизно 30–45 хвилин. Вона була випущена у 2007 році видавництвом Ravensburger.
Гра здобула престижну нагороду Kinderspiel des Jahres у 2008 році та отримала Deutscher Kinderspiele Preis того ж року.

## Тема та компоненти
До комплекту гри, окрім інструкції, входять:
- ігрове поле з кімнатами замку;
- електронна «магічна скриня»;
- чотири фігурки гравців;
- фігурка привида;
- фігурка кота;
- дев'ять шматочків їжі;
- чотири ключі;
- чотири двері;
- спеціальний кубик;
- десять картонних карток із зображеннями підозрюваних;
- «чарівний перстень».

Гравці як команда намагаються разом викрити злодія, який вкрав чарівний перстень. На місці злочину, у замку короля, гравці пересувають свої фігурки по різних кімнатах. У кожній кімнаті живе інша тварина. Якщо гравці нагодують тварину її улюбленою їжею, вона стане їхнім другом. Цю їжу гравці повинні знайти, обшукуючи кімнати. Так само гравці знаходять і заховані ключі. За ласощі тварини дають підказки про злочинця: великий чи маленький, товстий чи худий, у капелюсі чи без.
Хід гри регулюється кидками кубика та електронною скринею. Шестигранний кубик має на своїх сторонах числа від одного до чотирьох та два зображення привида. Якщо випадає привид, гравець пересуває його на одне поле по його маршруту, а потім кидає кубик ще раз. Той, кого привид застане поза дитячою кімнатою замку, мусить повернутися туди і починати свій шлях заново.

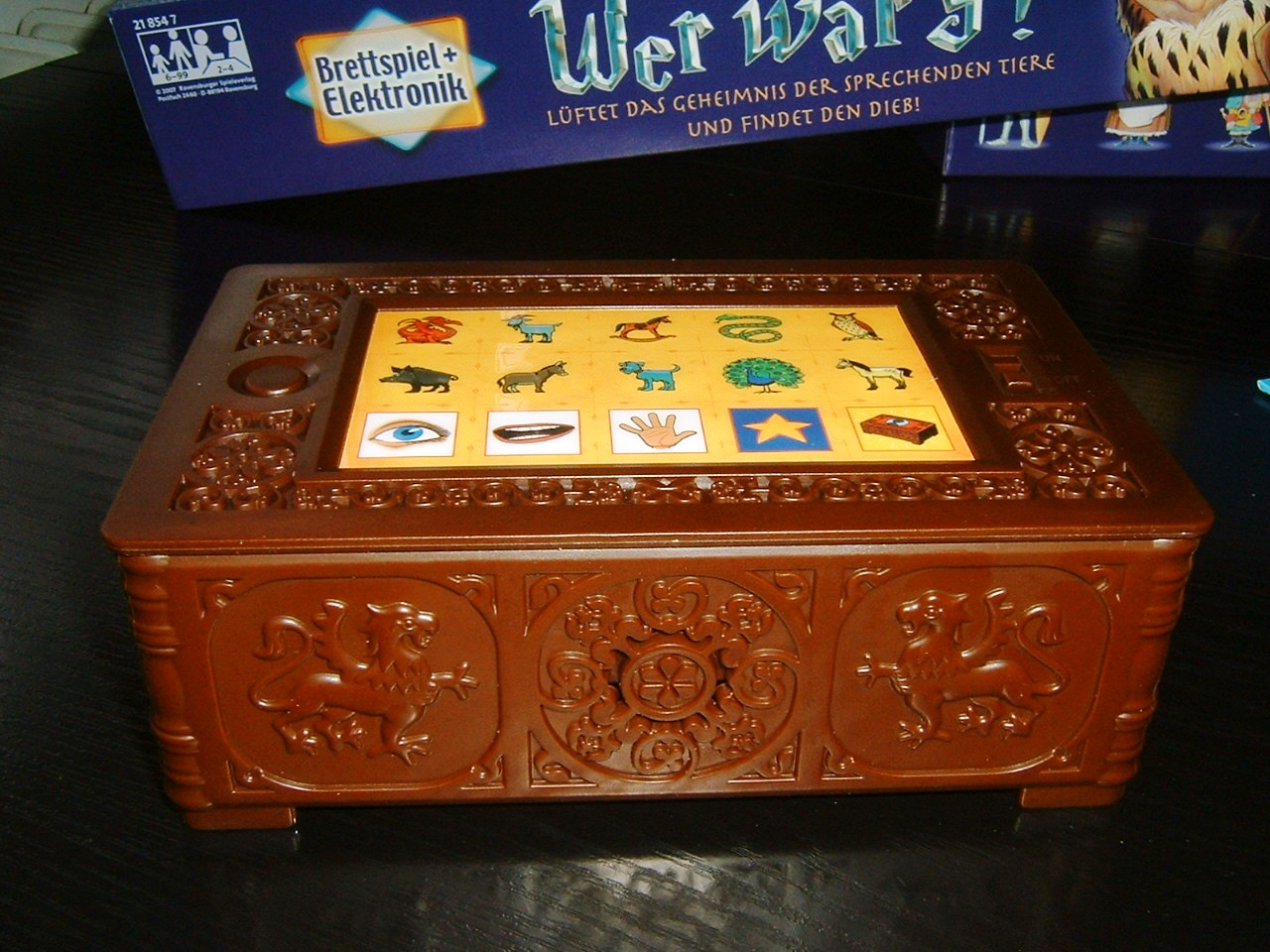
Магічна скриня

Прийшовши в нову кімнату, гравці натисканням кнопки на магічній скрині повідомляють, у якій кімнаті вони перебувають. Ця кімната однозначно визначається твариною, що там мешкає. Тепер гравці мають вирішити, що робити: поговорити з твариною, обшукати кімнату, «чаклувати» або відкрити скриню (це можливо, лише якщо гравці вже знайшли ключ). Якщо вони розмовляють з твариною і мають при собі потрібну їжу, вони отримують підказку про злочинця. Під час обшуку кімнат гравці «знаходять» шматочки їжі та ключі. Також існують важелі, що відкривають замкнені двері, та люки, які переносять гравців у підземелля або на подвір'я замку. За допомогою «чаклунства» гравці можуть, наприклад, знайти таємний хід.
Поступово з десяти можливих лиходіїв можна виключати все більше. Коли гравці впевнені, що знайшли справжнього злодія, вони йдуть із ключем до кімнати підозрюваного. Електронна скриня повідомляє, чи правильно гравці все розрахували і чи справді вони перемогли. Якщо гравці припустилися занадто багатьох помилок, перемагає «злий чарівник».

## Принцип гри
Головною особливістю цієї сімейної гри є поєднання кооперації, детективного чуття, захопливої історії та якісного графічного й технічного дизайну. Також гра має спільні риси з грою на пам'ять, оскільки гравцям потрібно запам'ятовувати взаємозв'язки. Як і там, не варто робити нотатки, бо це зменшує ігровий азарт.
Електронний чіп забезпечує велику варіативність ігрових партій, а також три можливі рівні складності. На найпростішому рівні частіше з'являється «добра фея», яка допомагає гравцям. На найскладнішому рівні гра стає викликом навіть для дорослих.

## Критика
Ігрові критики відзначили лише кілька недоліків. У досить об'ємних для сімейної гри правилах гравець може легко пропустити, що початковий рівень складності встановлено на «середній». Цей рівень є складним для перемоги новачкам.
Більш серйозним недоліком критики вважають залежність від батарейок: при ослабленні заряду гра просто переривається і не зберігається, щоб можна було продовжити після заміни батарейок.
Офіційне обмеження «від шести років» є надто обережним. Гра чудово підходить і для п'ятирічних дітей. Для чотирирічних, тривалість партії зазвичай є завеликою.